# Brachypelma auratum
Brachypelma auratum är en fågelspindel som förekommer i Mexiko i delstaterna Guerrero och Michoacán de Ocampo.
Honor når en kroppslängd upp till åtta centimeter. På grund av nästan samma färgsättning som Brachypelma smithi räknades B. auratum tidigare som underart till nämnda arten. B. auratum är lite mörkare. Sedan 1992 räknas den som självständig art. Spindeln är robust och kraftig och kan anpassa sig till olika förhållanden.
Spindeln föredrar skogar med några klippor upp till 1000 meter över havet. Den förekommer även i låglandet. Levnadsområdet är vanligen torrt. De första individerna fångades i höglandet nära Mexico City.